# Деколонізація знань

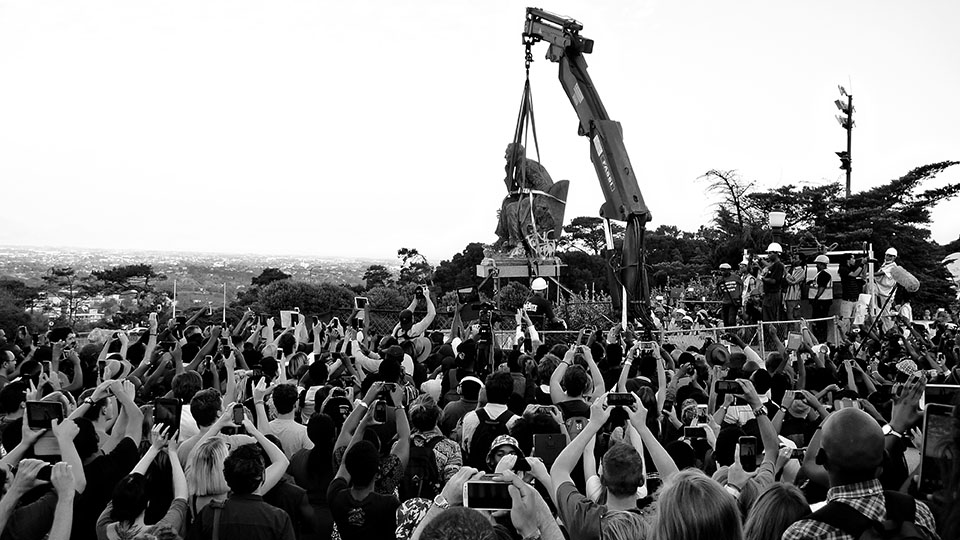
Видалення статуї Сесіла Родса з кампусу Кейптаунського університету 9 квітня 2015 року. Кажуть, що рух «Родс має впасти» був мотивований бажанням деколонізувати знання та освіту в Південній Африці.

Деколонізація знань (також епістемічна деколонізація або епістемологічна деколонізація) це концепція, висунута в деколоніальному вченні що критикує уявну гегемонію західних систем знань. Вона прагне побудувати та легітимізувати інші системи знань, досліджуючи альтернативні епістемології, онтології та методології. Це також інтелектуальний проект, спрямований на «дезінфекцію» академічної діяльності, яка, як вважається, мало пов’язана з об’єктивним прагненням до знань та істини. Припущення полягає в тому, що якщо навчальні програми, теорії та знання колонізовані, це означає, що на них частково вплинули політичні, економічні, соціальні та культурні міркування. Точка зору деколоніального знання охоплює широкий спектр предметів, включаючи філософію (зокрема епістемологію), науку, історію науки та інші фундаментальні категорії соціальних наук.

## Зауваження
1. ↑  Цитуючи Нельсона Мальдонадо Торреса, Сабело Дж. Ндлову-Гатшені стверджує, що «Деколоніальність оголошує широкий «деколоніальний поворот», який передбачає «завдання деколонізації самого знання, влади та буття, включаючи такі інституції, як університет»»[2]
2. ↑  Завала, наприклад, коментує, що деколоніальний проект також є «проектом епістемологічної різноманітності», який «переосмислює та розвиває знання та системи знань (епістемології), які були замовчувані та колонізовані». Він каже, що це спроба «відновити витіснені та латентні знання, водночас генеруючи нові способи бачити та бути у світі».[3]
3. ↑  Щодо використання терміна «західна система знань» Джако С. Драєр пише: «Я використовую поняття «західна система знань» для позначення інституціоналізації та розвитку наукового знання в Європі, а пізніше в інших країнах контексту «першого світу», як частини західної модерності, і її продовження в сучасній науці. Я усвідомлюю, що це грубе спрощення сотень років розвитку науки в західному світі. Це формулювання також приховує велику різноманітність епістемологічних, онтологічні, методологічні та аксіологічні констеляції в рамках цієї системи знань».[4]

## Додаткова література
- Apffel-Marglin, F.; Marglin, S.A. (1996). Decolonizing Knowledge: From Development to Dialogue. WIDER Studies in Development Economics. Clarendon Press. ISBN 978-0-19-158396-4.
- Bendix, D.; Müller, F.; Ziai, A. (2020). Beyond the Master's Tools?: Decolonizing Knowledge Orders, Research Methods and Teaching. Kilombo: International Relations and Colonial Questions. Rowman & Littlefield Publishers. ISBN 978-1-78661-360-8.
- Dhanda, A.; Parashar, A. (2012). Decolonisation of Legal Knowledge. Taylor & Francis. ISBN 978-1-136-51772-3.
- Diversi, M.; Moreira, C. (2016). Betweener Talk: Decolonizing Knowledge Production, Pedagogy, and Praxis. Qualitative Inquiry and Social Justice. Taylor & Francis. ISBN 978-1-315-43304-2.
- Jansen, J. (2019). Decolonisation in Universities: The politics of knowledge. Wits University Press. ISBN 978-1-77614-470-9.
- Ndlovu-Gatsheni, S.J.; Zondi, S. (2016). Decolonizing the University, Knowledge Systems and Disciplines in Africa. African World Series. Carolina Academic Press. ISBN 978-1-61163-833-2.
- Rodríguez, E.G.; Boatcă, M.M.; Costa, P.D.S.; Holton, P.R. (2012). Decolonizing European Sociology: Transdisciplinary Approaches. Global Connections. Ashgate Publishing Limited. ISBN 978-1-4094-9237-5.
- Wood, D.A. (2020). Epistemic Decolonization: A Critical Investigation into the Anticolonial Politics of Knowledge. Springer International Publishing. ISBN 978-3-030-49962-4.